# Rosa xanthina
Rosa xanthina — вид рослин з родини розових (Rosaceae); поширений у Китаї й на Корейському півострові.

## Опис

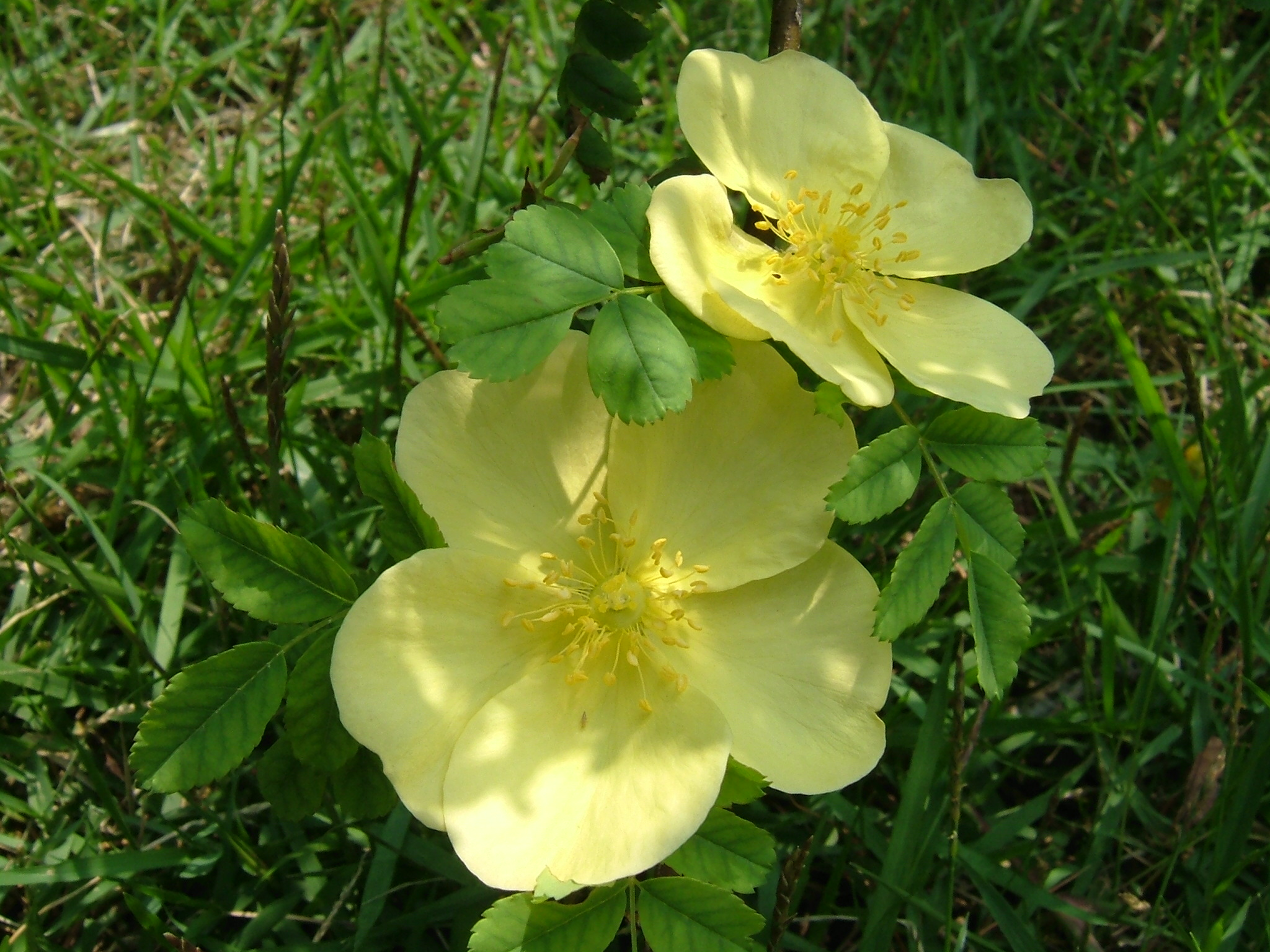
квіти

Кущі прямовисні, 2–3 м заввишки. Колючки парні під деякими листками, часто протилежні в інших місцях, прямі, до 1.2 см, міцні, плоскі; дрібні колючки та щетина відсутні. Листки включно з ніжками 3–5 см; прилистки здебільшого прилягають до ніжки, вільні частини лінійно-ланцетні, краї пилчасті та залозисті; ніжка й ребро мало-запушені, іноді з дрібними колючками; листочків 7–13, широко-яйцюваті або майже округлі, рідше еліптичні, 6–18 × 5–10 мм, нижні поверхні рідко запушені, коли молоді, верхні — голі, основа широко клиноподібна або майже округла, краї округло-зубчасті, вершина округло-тупа. Квітки поодинокі, пахвові, 3–4(5) см у діаметрі; квітоніжка 1–1.5 см, гола, не залозиста; приквітки відсутні. Чашолистків 5, ланцетні, знизу голі, зверху рідко запушені, край цілий, верхівка загострена. Пелюстків 5 або подвійні, жовті, широко обернено-яйцюваті, основа широко клиноподібна, верхівка з виїмкою. Плоди шипшини пурпурно-коричневі або чорно-коричневі, майже кулясті або зворотно-яйцюваті, 8–10 мм у діаметрі, голі, зі стійкими чашолистками.
Період цвітіння: квітень — червень. Період плодоношення: липень — серпень.

## Поширення
Поширений у Китаї й на Корейському півострові; також культивується.
Населяє скраб, відкриті схили.